# Comita Teodoro Basso
Flávio Comita Teodoro Basso (em latim: Flavius Comitas Theodorus Bassus) foi um oficial bizantino do século VI, ativo durante o reinado do imperador Justiniano (r. 527–565).

## Vida
Basso aparece pela primeira vez em 541, quando foi destinatário de duas leis de 1 de fevereiro. Nelas é mencionado como conde dos domésticos, que provavelmente foi um título honorífico concedido para dar-lhe acesso ao senado, e representante (lugar-tenente) do prefeito pretoriano do Oriente João, o Capadócio. No começo de 548, Basso tornar-se-ia prefeito pretoriano do Oriente, talvez em sucessão de Teódoto. Uma forma sua ainda existe e ela foi emitida em nome de todos os prefeitores pretorianos em ofício naquele momento. Segundo Procópio de Cesareia, ele foi um dos únicos dois prefeitores de seu tempo que se recusaram a usar seu ofício para enriquecer, o que causou sua remoção do ofício.